# Elchanan Glazer
Elchanan Glazer (hebrejsky: אלחנן גלזר) je izraelský politik a bývalý poslanec Knesetu za stranu Gil.

## Biografie
Narodil se 13. srpna 1947 v Rechovotu v tehdejší mandátní Palestině. Sloužil v izraelské armádě, kde získal hodnost majora (Rav Seren). Vysokoškolské vzdělání získal na Technionu, kde vystudoval ekonomické řízení a pracovní právo. Předtím prošel kurzem pro průmyslový management na Institutu pro produktivitu práce. Hovoří hebrejsky a anglicky.

## Politická dráha
V izraelském parlamentu zasedl po volbách do Knesetu v roce 2006, ve kterých kandidoval za stranu penzistů Gil. V letech 2006–2009 byl členem výboru finančního, výboru pro zahraniční záležitosti a obranu, výboru státní kontroly, výboru petičního, výboru pro záležitosti vnitra a životního prostředí, výboru pro drogové závislosti. Předsedal společnému výboru pro počítačový vládní projekt Merkava.
Během volebního období se se svou stranou rozešel a založil vlastní formaci ha-Derech ha-Tova. Voleb do Knesetu v roce 2009 se účastnil, přičemž svou stranu začlenil do strany Comet. Ta ale nepřekročila potřebný práh pro zisk mandátů.